# John Grinder
John Thomas Grinder (1940) é um linguista e autor estadunidense, criador da programação neurolinguística juntamente com Richard Bandler.

## Biografia
John Thomas Grinder graduou-se na Universidade de San Francisco com grau em Psicologia no início da década de 1960. Grinder alistou-se no Exército dos Estados Unidos, onde serviu como capitão pelas forças especiais dos Estados Unidos na Europa durante a Guerra Fria. No final da década de 1960 Grinder retornou à academia para estudar Linguística, e em 1972 recebeu doutorado na Universidade da Califórnia por seu trabalho em On Deletion Phenomena in English.
No início da década de 1970 ele trabalhou no laboratório de George A. Miller na Universidade Rockefeller e foi selecionado como professor assitente de linguística no recém formado campus da Universidade da Califórnia. Durante sua carreira acadêmica ele focou nas teorias de Noam Chomsky sobre especializações de gramática transformacional em sintaxe.